# Залишок дня
«Залишок дня» (англ. The Remains of the Day) — роман нобелівського лавреата з літератури, британського письменника японського походження Кадзуо Ішіґуро, вперше опублікований 1989 року. Того ж року роман був відзначений Букерівською премією. Оповідь ведеться у формі щоденника спогадів від першої особи — дворецького Стівенса, який згадує своє життя. Дія роману охоплює період від 1930-х років і до теперішнього — 1970 року. У центрі подій — професійні та особисті стосунки Стівенса з колегою, економкою міс Кентон.
З 1993 року книжка була екранізована. Головні ролі зіграли Ентоні Гопкінс і Емма Томсон. Стрічка була номінована на 8 премій «Оскар».

## Сюжет
Улітку 1956 року дворецький Стівенс, який усе життя прослужив у багатому маєтку під назвою Дарлінґтон-Голл, вирушає в автомобільну мандрівку південно-західною Англією. Коротка шестиденна виправа перетворюється на подорож у минуле, що виринає на тлі розкішних англійських пейзажів, у минуле, в якому особисті драми розгортаються разом із драмами світовими. Цей роман, за який Кадзуо Ішіґуро здобув Букерівську премію, — витончена історія про невисловлені почуття і прихований відчай, про жаль, що затьмарює залишок дня, коли з гіркотою розумієш, що все могло скластися інакше.

## Український переклад
Залишок дня / Кадзуо Ішіґуро ; переклад з англійської Ганни Лелів. — Львів : Видавництво Старого Лева, 2019. — 240 с. — ISBN 978–617–679–623–7.